# USS Mugford (DD-389)
Pour les autres navires du même nom, voir USS Mugford.
L'USS Mugford (DD-389) est un destroyer de classe Bagley en service dans l'United States Navy pendant la Seconde Guerre mondiale. Il fut le deuxième navire baptisé sous le nom de James Mugford, un capitaine ayant commandé la goélette Franklin dans la Continental Navy jusqu'en 1775.
Construit au chantier naval Charlestown Navy Yard de Boston, dans le Massachusetts, sa quille est posée le 28 octobre 1935, il est lancé le 31 octobre 1936 ; parrainé par Mme Madeline Orne ; et mis en service le 16 août 1937, sous le commandement du lieutenant commander Edward Watson Young.

## Historique
Rejoignant dans la flotte du Pacifique à la fin de 1937, le Mugford dirigea des opérations locales le long de la côte ouest et autour des îles Hawaï, tout en alternant entre révisions et entretiens périodiques. Du 5 juin 1939 au 30 juillet 1940, il est commandé par le capitaine de corvette Arleigh Burke, et se vit attribuer sous son commandement une Battle Effectiveness Award (en) pour son excellence en matière de tir. Le 7 décembre 1941, il est amarré au quai B6 de la base de Pearl Harbor lors de l'attaque surprise japonaise. Ses artilleurs revendiquent trois avions japonais abattus.
Il participe ensuite à des missions de reconnaissance au large de Wake, puis sert d’escorte de convois entre la côte ouest des États-Unis et l’Australie jusqu’au milieu de 1942.
Le 7 août 1942, il patrouille au large de Lunga Point (Guadalcanal) lorsqu'il est pris pour cible par des bombardiers japonais qui l'endommage à la poupe, tuant huit membres de l'équipage et en blessant dix-sept autres. Dix autres sont considérés comme « disparus au combat ». Le Mugford revendique deux attaquant abattus. Il est de nouveau attaqué le lendemain, sans conséquence, au cours duquel il abat un autre bombardier. L'équipage fait prisonnier deux aviateurs ennemis secourus en mer. Le 9 août 1942, après la bataille de l'île de Savo, il fait partie des destroyers ayant secourus 400 survivants des USS Vincennes et USS Astoria.

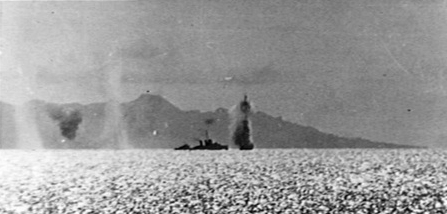
Le Mugford sous attaque aérienne à Guadalcanal le 7 août 1942.

Après avoir été réparé à Sydney du 16 septembre au mois de décembre 1942, il patrouille en mer de Corail et effectue des tâches d’escorte pour les navires à destination de la baie de Milne.
Le 15 mai 1943, il sauve des survivants du navire-hôpital australien AHS Centaur, coulé par le sous-marin japonais I-177.
Il participe à la force d'attaque contre l'île Woodlark en juillet 1943 où il prend part à des bombardements. Il couvre la force de débarquement LST pour le débarquement sur Lae le 4 septembre. S'ensuit un bombardement de pré-invasion au nord de Finschafen jusqu'à la fin octobre ; le 20 octobre 1943, il est attaqué sans succès par l'aviation ennemie.
Soutenant les débarquements américains à Arawe et du Cape Gloucester, il est la cible le 25 décembre 1943 de violentes attaques aériennes. Trois hommes sont portés disparus, un éclat d'obus tue un matelot et en blesse six autres. Gravement atteint, le destroyer est réparé dans la baie de Milne.
Le 10 janvier 1944, il bombarde et patrouille au large de Saidor pour soutenir les troupes de l'armée américaine à terre. Parti pour Sydney, le navire patrouille dans le golfe de Huon et escorte trois navires de Tulagi aux îles Union. Retournant à Pearl Harbor le 24 février 1944, il escorte l'USS Maryland jusqu'à Puget Sound, puis à l'île de Mare en vue d'une révision le 5 mars 1944.
Son service opérationnel continua malgré une énième révision en 1944 et une forme de radoub pour des réparations du début de 1945 à la fin de la guerre.
Utilisé comme cible pour les essais nucléaires sur l'atoll de Bikini (opération Crossroads) durant l'été 1946, le navire ne coule pas malgré les deux explosions. Jugé contaminé par la radioactivité, le destroyer est sabordé au large de Kwajalein le 22 mars 1948.

## Décorations
Le Mugford a reçu sept Battles star pour son service pendant la Seconde Guerre mondiale.